# Velocímetro

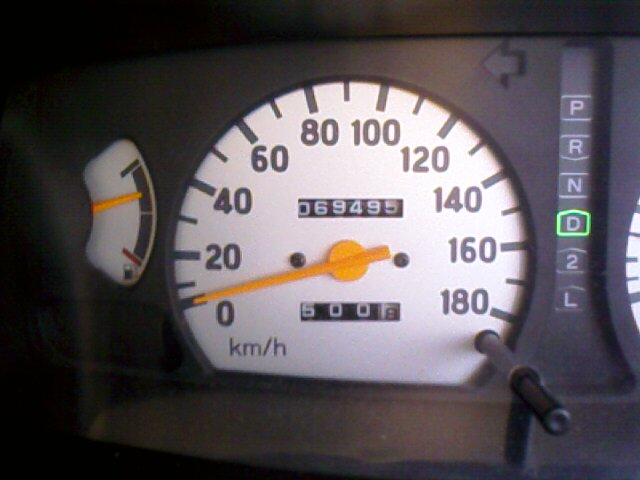
Velocímetro analógico

Um velocímetro é um instrumento de medida da velocidade instantânea de um corpo em movimento, como um automóvel ou avião. Em veículos comerciais, os velocímetros comumente utilizados são os do tipo magnético e eletrônico. Em sua versão mais comum, o velocímetro possui um ponteiro indicador que se move em uma escala circular ou em arco, em outras vezes o indicador é digital. Sua calibragem depende do diâmetro da roda e da relação de engrenagens da caixa de mudanças, quando ligado nesta, para informar com precisão a velocidade.

## História
O velocímetro foi inventado antes de 1888 pelo inventor croata Josip Belušić. Ele patenteou sua invenção em Viena em 1888, e mais tarde a apresentou na Exposição Universal de 1889 em Paris.

## Tipos

### Velocímetro digital

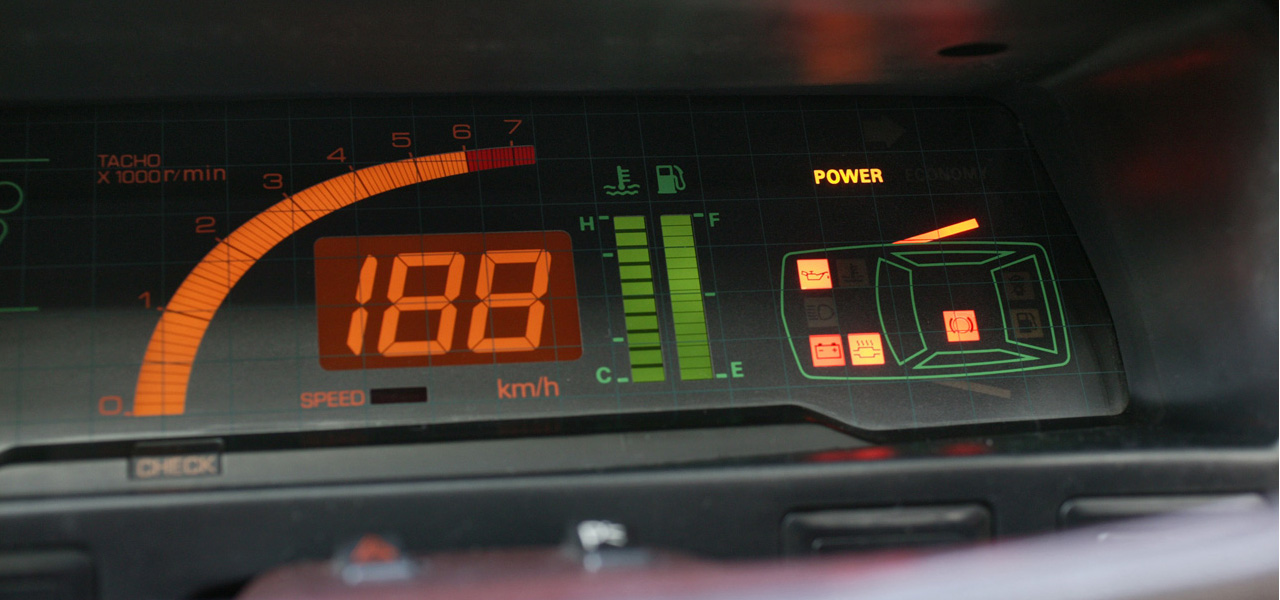
Velocímetro digital

Utiliza painel de LCD com mostrador digital de valores, ao invés de utilizar ponteiros tradicionais, com a vantagem de visualizar com mais precisão a velocidade que pode ser medida em casas decimais, somente a parte informativa é digital, mas a leitura da velocidade é baseada em sistema mecânico tradicional, por isso sua precisão também depende de calibração adequada.
Nos veículos atuais um sensor indutivo que fica localizado sob a caixa de mudanças,envia pulsos elétricos que são lidos pelo velocímetro, informando com precisão a velocidade.

### Velocímetro marítimo
Um sensor submerso, informa o deslocamento do barco ou navio, a padronização é marcar valores em milhas náuticas.

### Velocímetro via satélite
Muitos aparelhos de GPS (Global Position System), possuem velocímetros, mas que são baseados no deslocamento do aparelho em relação aos satélites, sua precisão é menor em relação aos velocímetros tradicionais devido a norma americana, que impõe a todos os aparelhos uma margem de erro de 10 metros.

## Medição
Nos Estados Unidos e países que utilizam o Sistema Imperial de unidades, a medição é em milhas por hora, e no Brasil, bem como na maior parte da Europa, utiliza-se quilômetros por hora.

## Legislação sobre velocímetros no Brasil
"No Brasil, por determinação de legislação de trânsito, os velocímetros de todos os veículos aqui fabricados saem da fábrica sempre marcando mais do que a velocidade real do veículo", informa um gerente de engenharia de produtos de uma importante fabricante de velocímetros e um dos maiores fornecedores para a indústria nacional. Segundo ele, esta diferença, ou "faixa de tolerância" como chamada, é determinada pela montadora conforme regulamentado pela legislação, e é específica para cada carro. "O real objetivo é inibir o avanço de velocidade."  Até cerca de 80 km/h o equipamento do carro marca entre 3 km/h e 5km/h a mais do que a velocidade real. Até 140 km/h, a margem sobe para 10km/h, em média. "Em alguns carros, a variação positiva pode chegar a 15km/h quando a velocidade real está acima dos 180km/h, e esta “faixa de tolerância” sobe proporcionalmente ao aumento de velocidade, ou seja se você está a 180 km/h na verdade entenda como 165 km/h, e se estiver a 200 km/h provavelmente não estará passando dos 180 km/h." Outro aspecto que altera ainda mais a diferença entre a velocidade marcada no velocímetro e a velocidade real é quando o proprietário decide trocar seu conjunto de rodas e pneus por outros mais altos que o recomendado pelo fabricante e com o aumentando do diâmetro do conjunto roda/pneu, o número de voltas será menor do que o utilizado para o ajuste do velocímetro e, consequentemente, a indicação de velocidade também será menor ou maior, dependendo do tipo de troca efetuada, motivo este que muitas vezes condutores são multados por radares de velocidade embora no velocímetro esteja marcando a velocidade permitida para a via.
Falta confirmação: Não foi encontrada nenhuma lei brasileira que ateste tal afirmação que o velocímetro deve marcar velocidade superior a real.